# Cissus hamaderohensis
Cissus hamaderohensis är en vinväxtart som beskrevs av Radcliffe-smith. Cissus hamaderohensis ingår i släktet Cissus och familjen vinväxter. Inga underarter finns listade i Catalogue of Life.